# Cyphia tysonii
Cyphia tysonii là loài thực vật có hoa trong họ Hoa chuông. Loài này được E.Phillips mô tả khoa học đầu tiên năm 1917.